# Boxty

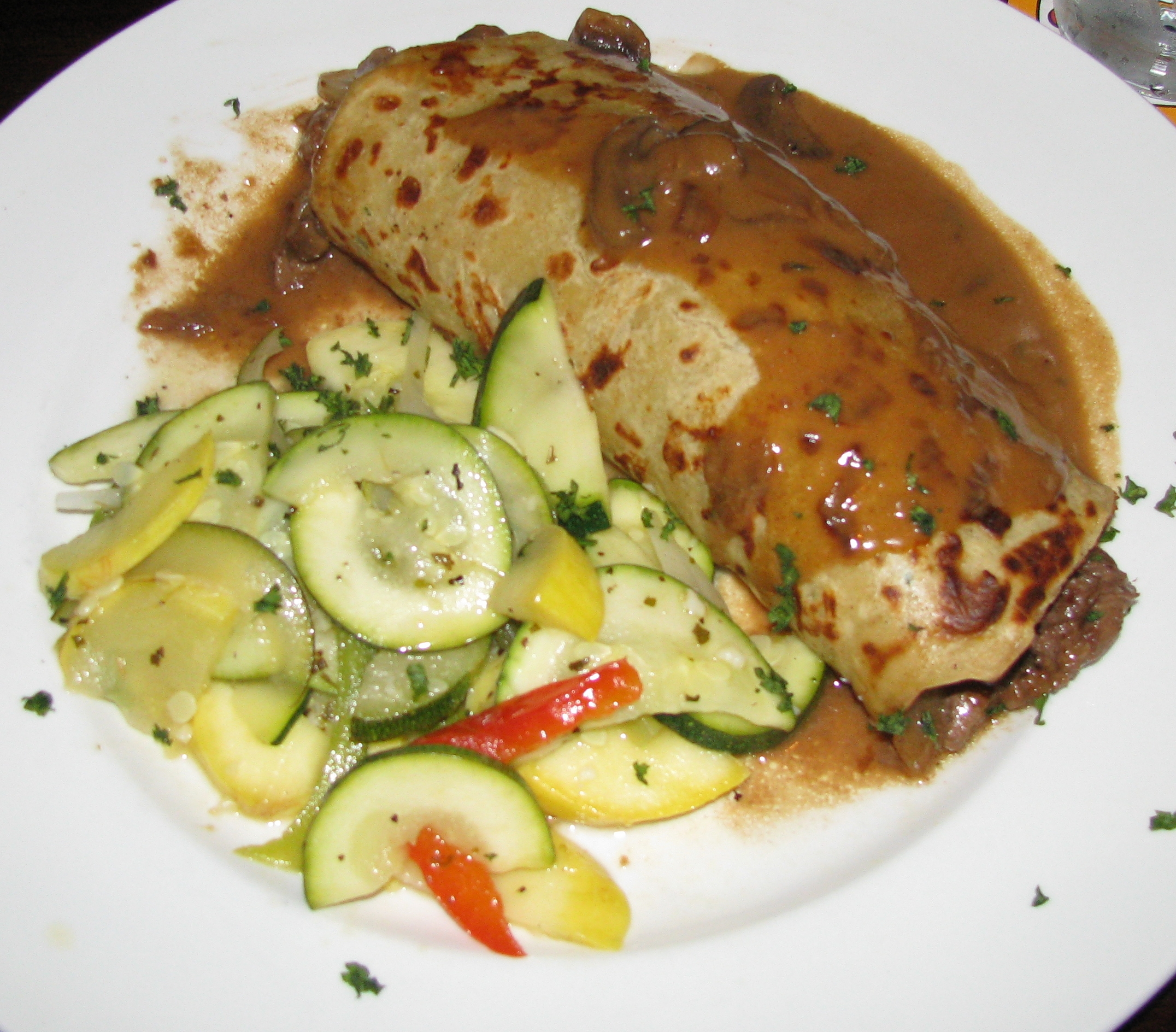
Boxty con ternera y calabacín.

El Boxty es una especie de pastel de patata procedente de la cocina irlandesa. El plato está asociado geográficamente al este Connacht y al norte con el Úlster, en particular con los condados de Leitrim, Donegal y Cavan. Se sirve tradicionalmente en Halloween, la víspera del Día de Todos los Santos, bien como una especia de pan, bien en forma de griddle cake (crepe espeso hecho a la plancha).

## Elaboración
Existen diversas recetas pero todas tienen en común la patata finamente rallada y frita. La versión más popular de este plato consiste en patata cruda y batida con harina de trigo, levadura, buttermilk y a veces huevo. La patata rallada se puede filtrar para quitar la mayor parte de almidón y agua pero esto último no es necesario. La mezcla se fríe en la plancha durante algunos minutos por cada lado, es similar a un crepe. Las alternativas tradicionales incluyen solamente las patatas crudas, hirviéndolas como una bola de masa cocida o al horno elaboradas como el pan. La diferencia más sensible entre platos boxty y otros fritos de patata semejantemente es la consistencia lisa.

## Cultura
Boxty está muy relacionado con las áreas culturales donde se elabora, existen rimas que indican la popularidad de este plato irlandés:
| Boxty on the griddle, Boxty in the pan, If you can't make boxty, You'll never get a man. | (Boxty a la plancha o boxty en la sartén. Si no sabes hacer boxty, nunca conseguirás a tu hombre.) |

El boxty ha crecido poco a poco en popularidad y hoy en día puede encontrarse ya en los menús de los restaurantes irlandeses, a menudo con acompañamientos muy originales.